# Будинок-музей
Будинок-музей — це тип музею, розташований у будівлі, яка служила раніше домівкою. Метою є збереження первісного вигляду, предметів та середовища, в якому жила людина або група людей. Поєднує архітектуру, музеєграфію та колекцію, щоб створити історичне середовище, яке пропонує зазирнути у спосіб життя.
У 1997 році під час конференції «Жива історія. Музеї історичних будинків» у Палаццо Спінола в Генуї представники будинків-музеїв з різних країн створили комітет у рамках Міжнародної ради музеїв, який займався саме цією категорією установ. Наступного року за ініціативою ICOM створено Демхіст — Міжнародний комітет музеїв історичних будинків.